# Entwicklung des Hamburger Notations-Systems
Das Hamburger Notations-System (HamNoSys) ist eine Gebärdenschrift, welche an der Universität Hamburg entwickelt wurde. Seine Entwicklung hat schon eine lange Geschichte hinter sich.

## Version 1
1984 begann das Team um Siegmund Prillwitz an der Ausarbeitung der Idee von HamNoSys an der Universität Hamburg und schloss dies mit der Veröffentlichung einer Anleitung zu HamNoSys 1987 ab. Es sollte der Transkription von Gebärden in der Forschung dienen und wurde für den Apple-Macintosh entwickelt. HamNoSys soll als Gegenstück zum IPA alle Gebärden der einzelnen Gebärdensprachen beschreiben können. Das soll durch eine Reduzierung auf 150 Symbole erreicht werden. Zudem wird versucht weitere Differenzierung, Transparenz und Ikonizität zu ermöglichen. Dafür wurden für den Apple Macintosh die Computerprogramme „H.A.N.D.S. (Hamburg Animated Dictionary of Sign Language, 1989-1992), SyncWriter und HamNoSys Editor“ konzipiert. Eine spezielle Tastatur für HamNoSys wurde ebenfalls entwickelt.
Die Notation erfolgt in der Reihenfolge Handform, Handstellung, Ausführungsstelle und Bewegung. Die Lexikalische Mimik wird noch nicht notiert.
Die Handformen werden in die Klassen Faust, Flachhand, Einzelfinger und Fingerverbindungen eingeteilt. Die Grundsymbole sind dementsprechend Faust, Flachhand und einzeln von der Hand abgestreckte Finger. Davon werden die Symbole für die 4. Gruppe Einzelfinger, in geschlossener oder offener Form, abgeleitet. Aber auch alle weiteren Handformen können von diesen Grundsymbolen abgeleitet werden. Die Daumenstellung ist auch wichtig zu beachten. Eine Kennzeichnung erfolgt, sobald die Normalstellung locker komplett nur am Zeigefinger liegend, verlassen wird. Zusatzzeichen gibt es auch für die Größe der Öffnung zwischen Daumen und Finger. Besonderheiten sind auch bei Kombination von Daumen und Einzelfinger-Handformen zu beachten. Eine weitere Ableitungsmöglichkeit ist die Beugung der Finger. Dabei ist es wichtig ob die Abweichung von der Normalstellung als Winkel, Bogen oder Krümmung vom Spitzen-, Mittel- oder Fingeransatzgelenk geschieht. Ein Abwinkeln findet im rechten Winkel mit gestreckten Fingern zur Handfläche statt. Der Fingerbogen findet u. a. in der Klasse Flachhand mit einer Fingerbiegung aller drei Fingergelenke statt. Von einer Krümmung spricht man, wenn das gebeugte Fingerspitzen- und Mittelgelenk einen annähernd rechten Winkel zueinander haben. Auch hier gibt es Sonderzeichen für die Beschreibung von einzelnen Fingern bzw. Fingerteilen komplexer Handformen.
Die Richtungsangabe für die Handstellung ergibt sich aus der Handflächenorientierung und der Fingeransatzrichtung. Dafür und für das Verhältnis zum Körper, gibt es Symbole in 45°-Abstufungen. Die Fingeransatzrichtung hat hierbei Priorität und bezieht sich auf die gerade Verlängerung der Linie Handrücken-Fingeransatz der Bewegung der Finger. Die Handflächenorientierung bekommt den ersten Freiheitsgrad/Symbol mit einem Oval sowie Verdickung in der Ausrichtungsrichtung und die Fingeransatzrichtung hat die Wahl zwischen 2 Freiheitsgrade zur Ausrichtung der Finger im Verhältnis zum Körper mit der Pfeilspitze (und einem Senkrechtstrich) zur Ausrichtungsrichtung. Durch die systematische Staffelung dieser beiden Komponenten im 45°-Raster ergibt sich eine räumliche Ausrichtung der Hand. Es wird aber immer aus der Sicht des Gebärdenden notiert. Die so bestehende Rangfolge bestimmt aus welcher Sicht das Symbol erzeugt wird. Die Bedeutung der Symbole ergibt sich nach der Betrachtung der Fingeransatzrichtung dann eher aus der Rotation daraus. Eine veränderte Stellung des Handgelenks wird an 1. Stelle nach der Handform angegeben, solange sie sich nicht aus der natürlichen Armhaltung ergibt.
Die Ausführungsstelle mit ihren insgesamt 41 Symbolen bezieht sich fast immer auf spezielle Körperteile oder den Gebärdenraum an den sie gebunden ist. Für zweihändige Gebärden beziehen sich die Angaben auf die nichtdominante Hand und kennzeichnen so die Beziehung der Hände zueinander. Die Dreidimensionalität des Gebärdenraums wird durch die Kombination von vertikal und horizontal wiedergegeben. Hier werden genauer die Bereiche Raum hinter dem Körper, neben dem Körper, dicht vor dem Körper, vor dem Körper, weit weg vom Körper und Kontakt mit dem Körper unterschieden.
Die Bewegung wird grundsätzlich in Typ, Art und Wiederholung unterschieden. Die Typen teilen sich in geradlinig, gewölbt sowie Kreisbewegung ein und werden durch entsprechende Symbole angegeben. Eine Art definiert Größe, Tempo und Intensität der Bewegung. Dabei werden die Größenordnungen groß ausladende Bewegungen, normale Standardbewegung und kleine Bewegung unterschieden. Die Wiederholungsangaben für genaue Mengenangaben, mehrfache Wiederholungen und mehrfach fortlaufende Wiederholungen werden stets nach Typ und Art angegeben. Daraus ergibt sich dann die Abfolge: Kreisbewegung/Bewegungsrichtung, Bewegungstyp, Ausführungsart, Bewegungswiederholung und Kennzeichen für Alternativbewegung bei Zweihandgebärden. Neben den normaleren Bewegungen für Oberarme, Unterarme und Handgelenk können auch Bewegungen aus nur einem Gelenk mit Gelenksymbol und Bewegungsrichtung in runden Klammern angegeben werden.
Zweihandgebärden werden grundsätzlich in symmetrisch und nichtsymmetrisch unterschieden. Für symmetrische Zweihandgebärden wird einfach eine 2 hochgestellt vor der Handform angegeben. Sollte die Gebärde nicht die Annahme rechts, oberhalb oder vor der nichtdominanten Hand erfüllen, muss nach der 2 noch eine Symbol gleichgestellt dahinter erfolgen. Bei nichtsymmetrischen Zweihandgebärden müssen dagegen stets beide Hände und der Bezug zueinander angegeben werden.

## Version 2
Die 2. Version entwickelt sich im Vergleich zur 1. Version nicht so stark weiter. Es wurde 1989 an der Beschreibung von nonmanuellen Parameter ohne neue Symbole gearbeitet.
Bekannt ist, dass hier 150 Zeichen zur formalen Beschreibung von Gebärdensprachen auf phonetischer Ebene vorhanden sind. Diese 150 Zeichen wurden für die 4 Parameter genutzt. Zuerst werden die Handformen in die 4 Klassen „Faust, Flachhand, Einzelfinger, Daumenverbindung“ eingeteilt, wodurch eine Festlegung von Symbolen zur Entwicklung bzw. Ableitung von Handformen leichter möglich ist. Pfeile wurden für die Handstellung mit genauer Anzeige von Unterschieden in der Stellung von Fingern, Handfläche und Handgelenk entwickelt. Zur räumlichen Verortung, der Ausführungsstelle, von Gebärden wurden Symbole für die einzelnen Körperteile von Kopf bis Fuß inklusive für Berührungspunkte an Fingern und Händen geschaffen. Bei dem letzten benötigten Parameter Bewegung wurde zur räumlichen Abbildung zwischen geraden, gewölbten und kreisförmigen Bewegungen unterschieden. Dies wird ebenfalls durch Pfeile angezeigt. Zusätzliche Symbole wurden für Geschwindigkeit, Intensität und Dauer geschaffen.
Zusammenfassend beginnt eine HamNoSys-Gebärde hintereinander, von links nach rechts geschrieben, mit dem Handformsymbol, danach folgt der Handstellungspfeil, als Nächstes kommt das Ausführungssymbol, als viertes folgt der Bewegungspfeil.
Für eine genauere Beschreibung in Version 1 schauen.

## Version 3
Die 200 Symbole der 3. Version sind 1996 in den meisten Fällen einer eindeutigen Klasse zugeordnet. Es gibt einige Neuerungen bzw. Modifizierungen. In dieser Version kann man z. B. erstmals Zwischen- und Übergangsformen zweier notierbarer Handformen bezeichnen, um graduelle Abstufungen abzubilden, die z. B. in der Thailändischen Gebärdensprache besonders verwendet werden.
Eine HamNoSys-Notation für eine Gebärde besteht grundsätzlich aus einem Symmetrie-Operator bei Zweihandgebärden, einer Anfangskonfiguration und Aktionen (Bewegung). Die Anfangskonfiguration wird nochmal in die Kategorien non-manuelle Komponente, Handform, Handstellung und Lokation (Ausführungsstelle) unterteilt. Zu einer Einzelgebärde gehört immer die Anfangskonfiguration und die Aktion. Die Aktion kann dabei durch ein zeitliches Nach- bzw. Nebeneinander die Parameter der Anfangskonfiguration verändern. Durch den zusätzlichen Symmetrie-Operator bei Zweihandgebärden ist ersichtlich, wie die dominante und nichtdominante Hand gebärden. Bei einer Standardgebärde können allerdings der Symmetrie-Operator (nicht jede Gebärde braucht 2 Hände), die non-manuellen Komponenten und die Lokation (neutral in der Mitte vor dem Körper ausgeführt ist der Standard) entfallen.
Die Notation der Handformen setzt sich aus den Symbolen der 6 spezifizierten internationalen Grundformen (Faust, Flachhand, Zeigehand, U-Hand, V-Hand, Vierfingerspreizhand) und diakritischen Zeichen für die Daumenstellung und der Beugung zusammen. Es gibt in dieser Version 12 Basishandformen. Darunter sind die 6 Klassen der internationalen Grundformen. Zusätzlich gibt es hier 6 Klassen für geschlossene und offene Daumenverbindungen (kleine O-Hand, O-Hand, F-Hand, kleine C-Hand, C-Hand, offene F-Hand). Angaben von Abweichungen bezüglich der beteiligten Finger sowie Fingerteile ist möglich.
Die Handstellung ist über die Kombination von den beiden Komponenten Fingeransatzrichtung und Handflächenorientierung festgelegt. Es kommt zuerst die wichtige Fingeransatzrichtung mit der Wahl zwischen 2 Symbolklassen im Verhältnis zum Körper und dann die Handflächenorientierung.
Die Lokation (Ausführungsort) der Hand wird auf die zwei Komponenten der Frontal- und Vertikalebene verteilt. Die erste Komponente lokalisiert die Hand auf der Frontalebene. Danach bestimmt die Vertikalebene die 2. Komponente. Hier wird zwischen den Basisklassen Kopf und Körper, Abstand vom Körper sowie Arm und Hand unterschieden. Fehlt die Angabe der Vertikalebene, geht man von einem normalen Handabstand zum Körper aus. Sind beide Faktoren nicht vorhanden, wird darunter eine neutrale Ausführung im Gebärdenraum verstanden. Bei einer zweihändigen Gebärde kann die Lokation zusätzlich das Verhältnis beider Hände zueinander beschreiben.
Bei den Aktionen (Bewegung) erfolgt keine Unterscheidung mehr zwischen normalen und spezielleren Bewegungen.
Es gibt Ansätze für Symbole auf Satzebene bzw. nonmanuellen Parametern.
Ansonsten wird auf die Erklärungen in Version 1 und 2 verwiesen.

## Version 4
In Version 4 gab 2001 es so gut wie keine Änderungen der 200 Symbole. Lediglich im Bereich Lokation wurden genauere Symbole für die Ausführung am Gesicht ergänzt. Im Projekt ViSiCAST (Virtual Signing, Capture, Animation, Storage and Transmission) wurde wie in H.A.N.D.S. versucht animierte Gebärden mit Hilfe von HamNoSys generieren zu lassen.
Für alles andere wird auf Versionen 1–3 verwiesen.

### Version 4.1
Die aktuelle 4.1-Version von 2010 hat mehr als 100 Handformen und insgesamt mehr als 650 Symbole. Dies ist durch Symbolerweiterung in der bestehenden Ordnung entstanden. Hier gibt es 12 Handformklassen und 12 Basishandformen.
Es gibt in dieser Version 12 Basishandformen. Darunter sind die 6, schon aus Version 3 bekannten, offenen Handformen. Zusätzlich gibt es hier 6 Daumenverbindungen (kleine C-Hand, C-Hand, offene F-Hand, kleine O-Hand, Mithand, F-Hand). Des Weiteren wird in die 2 Oberklassen aktive Finger und Daumen-Finger-Oppositionen eingeteilt. Es gibt danach die 12 Klassen „Faust, Ein Finger, Zwei Finger geschlossen, Zwei Finger gespreizt, Flachhand (vier Finger geschlossen), Vier Finger gespreizt, Ein Finger die anderen in Faustposition, Zwei Finger (geschlossen) die anderen in Faustposition, Vier Finger (geschlossen), Vier Finger (gespreizt), Ein Finger die anderen gestreckt (und gespreizt)“. Die Kategorien „Aktive Finger gestreckt, Aktive Finger abgewinkelt, Aktive Finger gebogen, Aktive Finger gekrümmt, Ableitungsbeispiele, Opposition Fingerspitze-Daumenspitze bei gerundeten Fingern, Opposition Fingerspitze-Daumenspitze bei abgewinkelten Fingern, Opposition Fingerspitze-Daumenspitze bei überstreckten Fingerendgelenken, Opposition Fingerspitze-Daumenendgelenk, Opposition Fingerspitze-Daumengrundgelenk, Ableitungsbeispiele“ sind ebenfalls vorhanden. Es gibt außerdem neue Möglichkeiten unregelmäßige Fingerpositionen zu notieren.
Im Bereich Lokation und Aktion wurden viele neue Symbole geschaffen und neu klassifiziert.
Der Rest war schon in den Version 1–4 vorhanden.